# Homeohidros
En el ámbito de la botánica, la denominación homeohidro sirve para designar al conjunto de organismos con la capacidad de retrasar o evitar la desecación. Una característica común a todos esos organismos es la posesión de estructuras reproductoras protegidas normalmente por cubiertas de células estériles y tolerantes. Es un conjunto embriofítico, es decir, que en algún momento de su ciclo reproductor desarrollan un embrión.
Los homeohidros se dividen en:
- Briófotos: organismos más primitivos de los cuales surgen evolutivamente los demás. Toleran la desecación permaneciendo en estado latente. Pueden ser talosos (parece que tengan talos) o foliosos (con estructuras similares a las hojas).

- Traqueofíticos: se caracterizan por incluir tubos (tráqueas) en su sistema circulatorio. Se clasifican según el tamaño de sus hojas como microfílicos (hojas menores de 0'5 cm. necesitan ambiente húmedo y mantenerse cerca del sustrato) y macrofílicos (hojas de gran tamaño, y con importantes mecanismos antidesecación).

- Datos: Q2889831